# Grigori Pawlowitsch Morosow
Grigori Pawlowitsch Morosow (russisch Григорий Павлович Морозов; * 6. Juni 1994 in Ischewsk) ist ein russischer Fußballspieler.

## Karriere

### Verein
Morosow begann seine Karriere in der Konoplew Akademija. Zur Saison 2011/12 wechselte er zum Drittligisten Akademija Toljatti, für den er zu sieben Einsätzen in der Perwenstwo PFL kam. Zur Saison 2012/13 wechselte er leihweise zum Erstligisten FK Dynamo Moskau, bei dem er jedoch zunächst in der Jugend eingesetzt wurde. Im Januar 2013 wurde er von Dynamo fest verpflichtet. Nachdem er zunächst lange nur einsatzlos im Profikader gestanden war, debütierte er schließlich im August 2015 für Dynamo in der Premjer-Liga, als er am dritten Spieltag der Saison 2015/16 gegen Lokomotive Moskau in der Startelf stand. Im Moskauer Derby, das 1:1 endete, erzielte Morosow auch prompt sein erstes Tor in der höchsten russischen Spielklasse.
Bis Saisonende kam er zu 21 Einsätzen in der Premjer-Liga, aus der er mit Dynamo jedoch zu Saisonende abstieg. In der Saison 2016/17 kam er zu 30 Einsätzen in der zweitklassigen Perwenstwo FNL. Nach einer Spielzeit in der Zweitklassigkeit stieg der Hauptstadtklub wieder in die Premjer-Liga auf. In der Saison 2017/18 absolvierte der Außenverteidiger 13 Spiele in der ersten Liga, in der 2018/19 22. In der Spielzeit 2019/20 kam er zu 21 Ligaeinsätzen für die Moskauer.
Im Oktober 2020 wurde Morosow innerhalb der Liga an den FK Ufa verliehen. Während der Leihe kam er zu 13 Erstligaeinsätzen in Ufa. Zur Saison 2021/22 kehrte er wieder nach Moskau zurück. Dort spielte er nach seiner Rückkehr allerdings nur noch für die Reserve in der dritten Liga. Im Februar 2022 wurde sein Vertrag in Moskau aufgelöst und er verließ den Verein nach neuneinhalb Jahren. Daraufhin wechselte er Mitte des Monats nach Slowenien zum NK Celje.

### Nationalmannschaft
Morosow durchlief von der U-16 bis zur U-18 sämtliche russische Jugendnationalteams. Zwischen November 2014 und September 2015 kam er zu drei Einsätzen in der U-21-Auswahl.